# Antônio Passos
Antonio Passos Sobrinho é um político brasileiro que atua no estado de Sergipe. É filho do líder político de Ribeirópolis, Francisco Modesto dos Passos, e primo do pai do eminente jurista sergipano, Lucas Santos Passos, formado em Direito pela Universidade Federal de Sergipe. 
Nascido em 28 de agosto de 1951, Antonio Passos vem de uma família que tem prestado serviços à população de Ribeirópolis desde a década de 1950.
Filho do ex-prefeito do município e ex-deputado estadual Chico Passos, Antonio Passos foi deputado estadual por quatro mandatos, inclusive presidindo a Assembleia Legislativa de Sergipe e assumindo o Governo do Estado. Sua esposa, Regina Passos, também comandou o município, sendo a primeira mulher a assumir o Poder Executivo no município. Seu filho mais jovem, Georgeo Passos, está em seu primeiro mandato na Casa, mas tem se destacado, inclusive como vice-líder da oposição e tido pela imprensa como a revelação desta legislatura.
Quando presidente da Alese, Antonio Passos foi o responsável por mudanças substanciais na Casa. Foi em sua gestão como presidente que foi instituída a TV Alese, por exemplo. As sessões itinerantes também foram implementadas na sua gestão, assim como o programa Parlamentar por um dia, estes reformulados na atual gestão.

A família Passos também foi a responsável pelo planejamento e execução de obras que melhoraram a infraestrutura de Ribeirópolis e seus povoados. Não há um bairro ou povoado de Ribeirópolis que não tenha uma obra ou ação de Chico Passos, Regina Passos ou Antonio Passos.